# اکبر بهادری

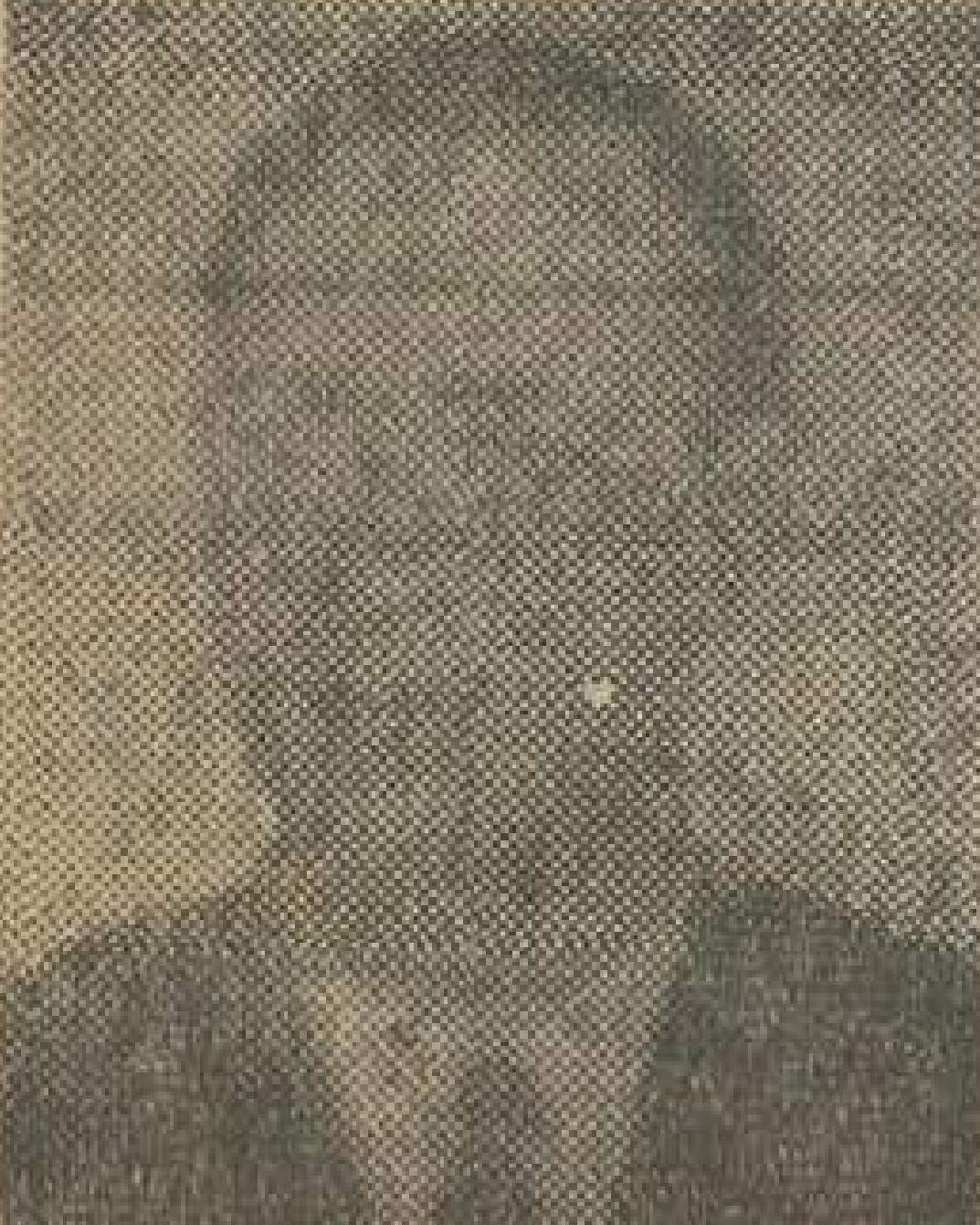
بهادری

اکبر بهادری (علی اکبر بهادری) (زاده حوالی سال ۱۳۰۰ شمسی اراک (کمیجان) - درگذشته ۱۳۵۸ تهران)، فرزند عیسی‌خان بهادری طراح، نگارگر، نقاش، منیاتوریست و سرپرست هنرستان هنرهای زیبای اصفهان، پزشک و پایه‌گذار بیمارستان قدس اراک و نماینده مجلس شورای ملی از اراک بود که در تاریخ ۲۰ اردیبهشت ۱۳۵۸ توسط دادگاه انقلاب اسلامی در تهران اعدام شد. نام دکتر اکبر بهادری یکی از ۴۳۸ نفریست که اعدامشان در گزارش اسفند ۱۳۵۸ سازمان عفو بین‌الملل اعلام شد. دراین گزارش، سازمان عفو بین‌الملل، بر مبنای گزارشهای رسانه‌های ایرانی وخارجی و خبرگزاری رسمی پارس، فهرستی از متهمانی که در دادگاه‌های انقلاب، از زمان تأسیس تا مرداد ۱۳۵۸، محکوم شدند تهیه و منتشر کرد.

## زندگی‌نامه
اکبر بهادری دوره‌های دبستان و دبیرستان را در تهران گذراند و سپس وارد دانشکدهٔ افسری شد و همزمان دورهٔ دانشکدهٔ پزشکی را به پایان رساند. ابتدا کلینیک بهادری(بیمارستان مردم فعلی) را که بیمارستان کوچکی بود در تهران خیابان پیروزی خیابان کرمان تأسیس کرد و سپس با همکاری گروه پزشکی برزویه بیمارستان قدس اراک را بنیاد گذاشت. بهادری در سال ۱۳۵۴ از طرف حزب رستاخیز کاندیدای نمایندگی مجلس شورای ملی شد و با ۲۷۸۳۷ رأی مقام اول را به دست آورد. در همین اوان، قطعه زمینی به مساحت هشت هزار مترمربع در خیابان ملاصدرای تهران خرید و می‌خواست در آن زمین، بیمارستان بسیار مجهزی بنا نماید (بیمارستان بقیه ا… اعظم کنونی). تأسیس آن بیمارستان مصادف با روزهای انقلاب ۵۷ شد و بهادری به عنوان ضدانقلاب روانهٔ زندان گردید. در این موقع، نزدیکان و بستگانش به تلاش برخاستند تا جان او را از مرگ نجات دهند. از آن جمله خانم بتول بیات، همسر تیمسار سرتیپ ناصر مجللی، رئیس کل شهربانی وقت، برای شفاعت و بیان خدمات دکتر بهادری، نزد خمینی رفت، اما دادگاه او را مفسد فی‌الارض شناخت و به اعدام و مصادرهٔ اموال محکومش کرد و حکم در ساعت دو و نیم بامداد ۲۰ اردیبهشت سال ۱۳۵۸ به اجرا درآمد.
بیمارستان قدس اولین بیمارستان خصوصی اراک است. بیمارستان قدس را محمدرضا شاه در سفری در شهریور ۱۳۵۱ به دعوت دکتر علی اکبر بهادری، رسماً افتتاح کرد.
دکتر بهادری موفق شد که پزشکان متخصص خوبی را از تهران و جاهای دیگر جذب کار در بیمارستان نماید.